# A Másik Út
A Másik Út szociáldemokrata havi folyóirat Kolozsvárt. Alcíme: "társadalomtudomány, irodalom, kritika". 1931-ben három, 1932-ben négy száma jelent meg. Szerkesztette Erdélyi Kálmán és Salló Tamás írói álnéven Salamon László. A II. évfolyam 3-4. kettős számát Salló Tamás már egyedül jegyzi.
A lap 1931. októberi 1. száma Max Adlernek, az ausztromarxizmus ideológusának A baloldali szocializmus történelmi hivatása c. eredeti vezércikkével indult, Erdélyi Kálmán a gazdasági világválság romániai összefüggéseit elemezte, Böhm Vilmos pedig a tömegek szükségleteinek kielégítését egy tervgazdaságtól várja. A szám közli Kassák Lajos készülő önéletrajzi regényének az 1912-es "véres csütörtök"-ről szóló fejezetét. Egy Gábor Áron aláírású cikk visszautasította Tamási Áron Szeder és Butyka c. "szélsőbaloldali" Korunk-novelláját, míg Kuncz Aladár Fekete kolostora a budapesti Nádass József tollából "szociális alkotás"-ként elismerésben részesült.
A novemberi számban Kunfi Zsigmond 1927-ben írt kritikai ismertetése szerepelt az orosz forradalom történelmi állásáról. Erdélyi Kálmán a romániai agrárválságról értekezett, Ligeti Sándor pedig az aranymonopóliumot mutatta be. Salamon László Szilágyi András Az idő katonái c. új regényét bírálta. A decemberi számban Zsadányi Simon írói álnéven Berkovics Simon a romániai SZDP visszatérését sürgette eredeti hagyományaihoz, s családi nevén jelentkezett A névtelen forradalmár c. készülő regényének egy fejezetével. Salló Tamás ugyanekkor Erdélyi színműirodalom és színházi válság c. írásában Hunyady Sándor és Indig Ottó drámáit elemezte s a szerzőket "a feudális honfibánatos irodalom tudatos kiszolgálói"-nak minősítette.
Az 1932-es évfolyam már csak két dupla-számból állt. Ezekben jelent meg Otto Bauer tanulmánya az orosz szociáldemokrácia jövőjéről s Keleti Sándor Jézus a pokolban c. drámarészlete.